# Cordillera del Sarao
La cordillera del Sarao, de El Sarao o de Zarao es una cordillera en el oeste de la región de Los Lagos, en el sur de Chile. Se ubica junto al litoral del océano Pacífico y forma parte de la cordillera de la Costa, al sur de la cordillera Pelada, específicamente entre las comunas de Purranque, Fresia, Llanquihue y Los Muermos. Debe su nombre a Juan Saraos, poseedor de un extenso fundo en esos parajes a mediados del siglo XIX.
Constituye el último bastión costero antes del canal de Chacao. En su margen occidental, el océano Pacífico recorta la cordillera, dejando solo estrechos jirones de terrazas de abrasión marina entre la continuidad de acantilados costeros. Se compone principalmente de rocas metamórficas, con excepción de su margen oriental, donde afloran rocas sedimentarias de la Era Terciaria.
Forma parte de la ecorregión bosque valdiviano, estando cubierta de bosque templado siempreverde, bosques de olivillo costero y alerzales milenarios.